# Melvin Landerneau
Melvin Landerneau (ur. 29 września 1997 w Le Lamentin) – francuski kolarz torowy, srebrny medalista mistrzostw świata.

## Kariera
Pierwszy medal w karierze zdobył w 2014 roku, kiedy zajął trzecie miejsce w sprincie drużynowym na mistrzostwach Europy juniorów w Anadii. Na rozgrywanych rok później mistrzostwach Europy juniorów w Atenach wygrał w sprincie indywidualnym, a podczas mistrzostw Europy U-23 w Aigle w 2018 roku był najlepszy drużynowo i drugi indywidualnie. Na mistrzostwach Europy w Apeldoorn w 2019 roku zdobył brązowy medal w sprincie drużynowym. Kolejne trzy medale wywalczył na mistrzostwach Europy w Monachium: złoty w wyścigu na 1000 m, srebrny w sprincie drużynowym i brązowy w keirinie. W tym samym roku wywalczył srebro w wyścigu na 1000 m podczas mistrzostw świata w Yvelines, gdzie rozdzielił Holendra Jeffreya Hooglanda i Alejandro Martíneza z Hiszpanii. Na mistrzostwach Europy w Grenchen w 2023 roku był ponownie trzeci w sprincie drużynowym.